# Neha Rajpal
Neha Rajpal (en el siglo Chandna; nacida el 23 de junio de 1978 en Dombivli, distrito de Thane), es una productora, cantante y una de las representantes de la industria de la música india. Ha interpretado temas musicales para películas en hindi y en especial para la industria musical regional de marathi. También cantó en otros idiomas regionales de la India como en bengalí, kannada, telugu, sindhi, gujarati y Chattisgarhi.

## Biografía
Ella nació el 23 de junio de 1978 en Dombivli, distrito de Thane, estado de Maharashtra, India. Hizo sus estudios en el Model English School, en Pandurangwadi y se graduó en la carrera de medicina. Actualmente trabaja como médico en la MBBS.
Realizó sus estudios médicos en el MGM Medical College en Kamothe, Navi Mumbai. 
Formó parte de un grupo coral dirigida por el Guru Vibhavari Bandhavkar, el grupo se llamaba 'Kirana gharana'.
También formó parte de la música ligera del Director Musical, Anil.

## Carrera
Su carrera musical empezó como una cantante de playback, se hizo conocer con su primer tema musical titulado "Din Din Diwali", que fue interpretado para una película marathi titulada "Manus". Esta película fue dirigida bajo la dirección musical del Sr. Anil Mohile.
Su próximo tema musical para el cine hindi titulado 'Ek Baicheni', fue interpretada para otra película titulada 'Nayee Padosan' de Shankar-Ehsaan-Loy.
Su sencillo titulado 'Bekarar' cantado en Hindi, fue escrita por su esposo, quien también es médico. Esta canción había sido lanzado digitalmente por la empresa 'Strawberry Records India'.
Además entre otros de sus temas musicales incluyen como:
- - Tu Manat from Fakt Ladha Manha
  - Oth Olavle from Shubh Mangal Savadhan
  - De-Dhakka from De-Dhakka
  - Maharashtra Geet from Mee Shivaji Raaje Boltoe'
  - Madaalasa me tujhi menaka frm Satya Savitree Satyawan http://maharashtratimes.indiatimes.com/articleshow/15019248.cms
  - Khamoshiyan TV Serial Title Track on Star Plus http://www.youtube.com/watch?v=_TWevual3Bw
  - Anubhuti concert http://maharashtratimes.indiatimes.com/articleshow/msid-7408734,prtpage-1.cms (enlace roto disponible en Internet Archive; véase el historial, la primera versión y la última).
  - Ganesh Dudu Dudu dhavat ye (Mangal Murti Ashtavinayak Album on T-series) http://maharashtratimes.indiatimes.com/articleshow/msid-6521202,prtpage-1.cms Archivado el 26 de agosto de 2014 en Wayback Machine.
  - Madalasa (Satya Savitri Satyavan film) http://maharashtratimes.indiatimes.com/articleshow/15019248.cms
  - Film Nati http://maharashtratimes.indiatimes.com/rssarticleshow/29866967.cms?prtpage=1 (enlace roto disponible en Internet Archive; véase el historial, la primera versión y la última).
  - Mann he bavare Featured in Gaane Manatale section of Maharashtra Times http://maharashtratimes.indiatimes.com/rssarticleshow/33787940.cms?prtpage=1 (enlace roto disponible en Internet Archive; véase el historial, la primera versión y la última).
  - Film Campus Katta http://maharashtratimes.indiatimes.com/rssarticleshow/32793190.cms?prtpage=1 (enlace roto disponible en Internet Archive; véase el historial, la primera versión y la última).
  - Dhinchyack Bollywood songs in Marathi on Tseries http://maharashtratimes.indiatimes.com/cine-news/Bollywood-songs-translated-in-marathi/articleshow/26536231.cms
  - Navara Majha Bhavara film song http://maharashtratimes.indiatimes.com/rssarticleshow/msid-18035445,prtpage-1.cms (enlace roto disponible en Internet Archive; véase el historial, la primera versión y la última).
  - Khamoshiyaan title track http://maharashtratimes.indiatimes.com/rssarticleshow/msid-17593552,prtpage-1.cms (enlace roto disponible en Internet Archive; véase el historial, la primera versión y la última).
  - Collegechya kattyawar http://maharashtratimes.indiatimes.com/articleshow/5328369.cms
  - Pune via Bihar http://maharashtratimes.indiatimes.com/movie-masti/moviearticleshow/29912817.cms (enlace roto disponible en Internet Archive; véase el historial, la primera versión y la última).
  - Arre Awaz konacha film http://maharashtratimes.indiatimes.com/movie-masti/moviearticleshow/23006995.cms (enlace roto disponible en Internet Archive; véase el historial, la primera versión y la última).
  - Me Shivaji Raje bhosale bolatoy http://maharashtratimes.indiatimes.com/rssarticleshow/4357306.cms (enlace roto disponible en Internet Archive; véase el historial, la primera versión y la última).
  - Balak Palak http://maharashtratimes.indiatimes.com/articleshow/17481144.cms
  - Diwali pahat prog with Anil Mohile n Pandit Hridaynath Mangeshkar http://maharashtratimes.indiatimes.com/articleshow/6868125.cms
  - Ek hazarachi note http://timesofindia.indiatimes.com/entertainment/marathi/music/Ek-Hazarachi-Note/articleshow/34830477.cms?
  - Tujhi majhi lovestory http://timesofindia.indiatimes.com/entertainment/marathi/music/Shruti-attends-a-song-recording/articleshow/34205344.cms?
  - Bhatukali http://timesofindia.indiatimes.com/entertainment/marathi/music/Bhatukali/articleshow/36441096.cms?
  - Vatsalya http://timesofindia.indiatimes.com/entertainment/marathi/music/Vatsalya/articleshow/34688411.cms?
  - Time please http://photogallery.indiatimes.com/events/mumbai/time-please-first-look/articleshow/20518955.cms